# Qaţvand
Qaţvand (persiska: قَطوَند, قَتِه وَند, كَتون, قَتاوُن, كَتّون, Qaţāvan, قَطاوَن, Qaţāvand, قطوند) är en ort i Iran.   Den ligger i provinsen Kurdistan, i den nordvästra delen av landet, 400 km väster om huvudstaden Teheran. Qaţvand ligger 1 654 meter över havet och antalet invånare är 124.
Terrängen runt Qaţvand är huvudsakligen kuperad. Qaţvand ligger nere i en dal. Runt Qaţvand är det ganska tätbefolkat, med 60 invånare per kvadratkilometer. Närmaste större samhälle är Shāhīdar, 10,8 km söder om Qaţvand. Trakten runt Qaţvand består i huvudsak av gräsmarker.